# Faochaig
Faochaig är ett berg i Storbritannien.   Det ligger i kommunen Highland och riksdelen Skottland, i den nordvästra delen av landet, 700 km nordväst om huvudstaden London. Toppen på Faochaig är 868 meter över havet, eller 571 meter över den omgivande terrängen. Bredden vid basen är 9,2 km.
Terrängen runt Faochaig är huvudsakligen kuperad.Runt Faochaig är det mycket glesbefolkat, med 2 invånare per kvadratkilometer. Närmaste större samhälle är Dornie, 15,0 km väster om Faochaig. Trakten runt Faochaig består i huvudsak av gräsmarker.